# Cariceto

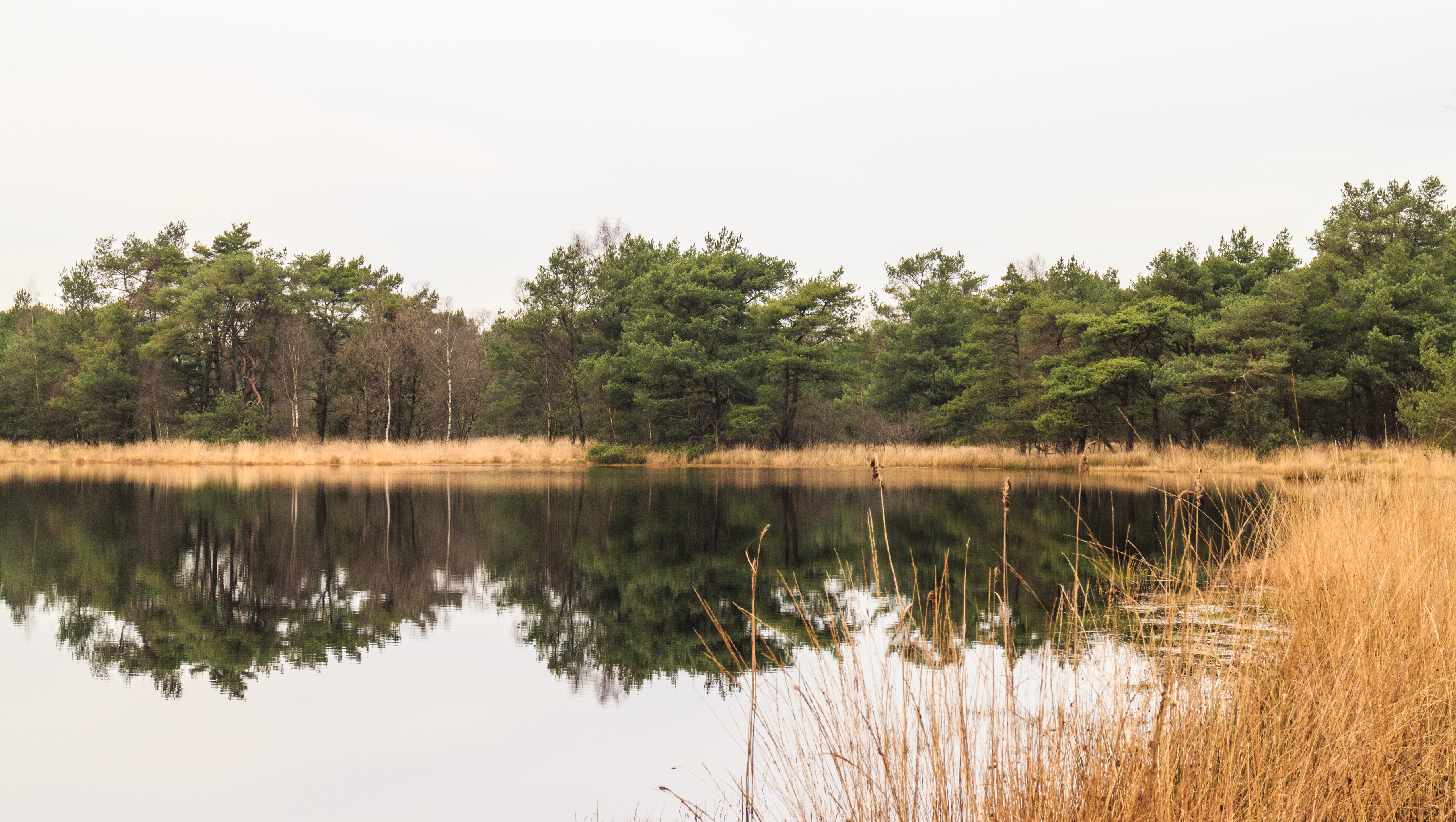
Un cariceto

In fitogeografia, il cariceto è la zona anulare che circonda i bacini lacustri, caratterizzata dalla presenza di piante del genere Carex.
Tali associazioni prediligono le distese di fango umido e solo occasionalmente sommerso, pur sopportando lunghi periodi di siccità. Spesso occupano i bordi più esterni delle sponde palustri.
È un particolare tipo di torbiera caratterizzato da un suolo per lo più neutro o alcalino. Il cariceto può essere una fase nello sviluppo di una successione naturale da un lago verso un bosco, o se si sviluppa la torba e la sua superficie si alza, verso una torbiera vera e propria.
L'acqua in un cariceto viene spesso da sorgenti sotterranee o da corsi d'acqua con un pH abbastanza alto. Quando l'acqua proviene dalla pioggia o sorgenti con un pH inferiore, il cariceto è spesso sostituito da una torbiera a sfagni.